# Pat O'Callaghan
Dr. Patrick ("Pat") O'Callaghan (Kanturk 15. rujna 1905. – Clonmel 1. prosinca 1991.), irski atletičar osvajač dvije zlatne olimpijske medalje u bacanju kladiva na Olimpijskim igrama u Amsterdamu 1928. i  Los Angelesu 1932.
Pat O'Callaghan rođen je u Kanturku u južnoj Irskoj 1905. godine  kao najmlađi od tri sina Paddya O'Callaghana i Jane Healy. Rođen je u sportskoj obitelj, njegov ujak Tim Vaughan, bio je nacionalni prvak u sprintu i igrao je galski nogomet.  Najstariji brat iz obitelji O'Callaghan Sean igrao je nogomet, dok je drugi njegov brat, Con bio atletičar.  Pat je od rane mladosti bio uključen u sport.
Na Olimpijskim igrama u Amsterdamu 1928. u kvalifikacijama je osvojio treće mjesto s hicem od 47,49 metara, dok je u finalu bacio kladivo na 51,39 metara deset centimetara više od drugoplasiranog Šveđanina Ossiana Skiölda. Svoju drugu zlatnu olimpijsku medalju Pat je osvojio četiri godine kasnije u  Los Angelesu 1932. godine kada je kladivo bacio na 53,92 metra.
Nakon prestanka aktivnog bavljenja sportom O'Callaghan je ostao zainteresiran za atletiku. Putovao je na sve Olimpijske igre do 1988. godine uživao je u ribolovu i lovu u Clonmelu. Umro je 1. prosinca 1991. godine.